# 阿尔勒多明我会教堂
阿尔勒多明我会教堂（法语：Église des Dominicains d'Arles）是法国普罗旺斯-阿尔卑斯-蓝色海岸大区罗讷河口省阿尔勒的一座古老教堂，哥特式风格，建于15世纪，现已废弃。1921年列为法国历史古迹。

## 历史
多明我会在1231年进入阿尔勒，随后建立第一座教堂。1361年被军队破坏后，修士在城墙和犹太教堂附近安身。1448年新堂奠基。

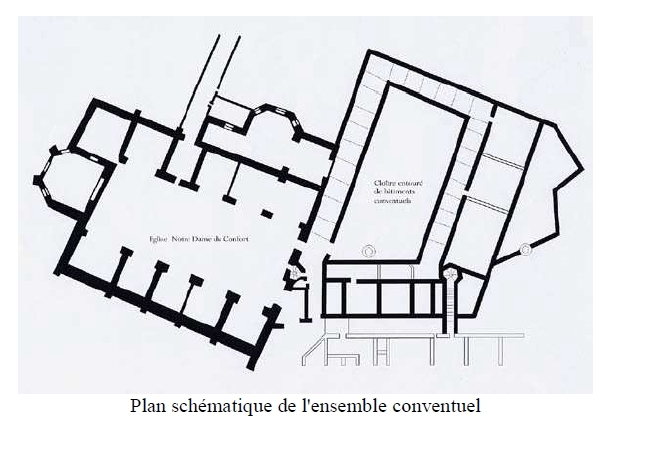

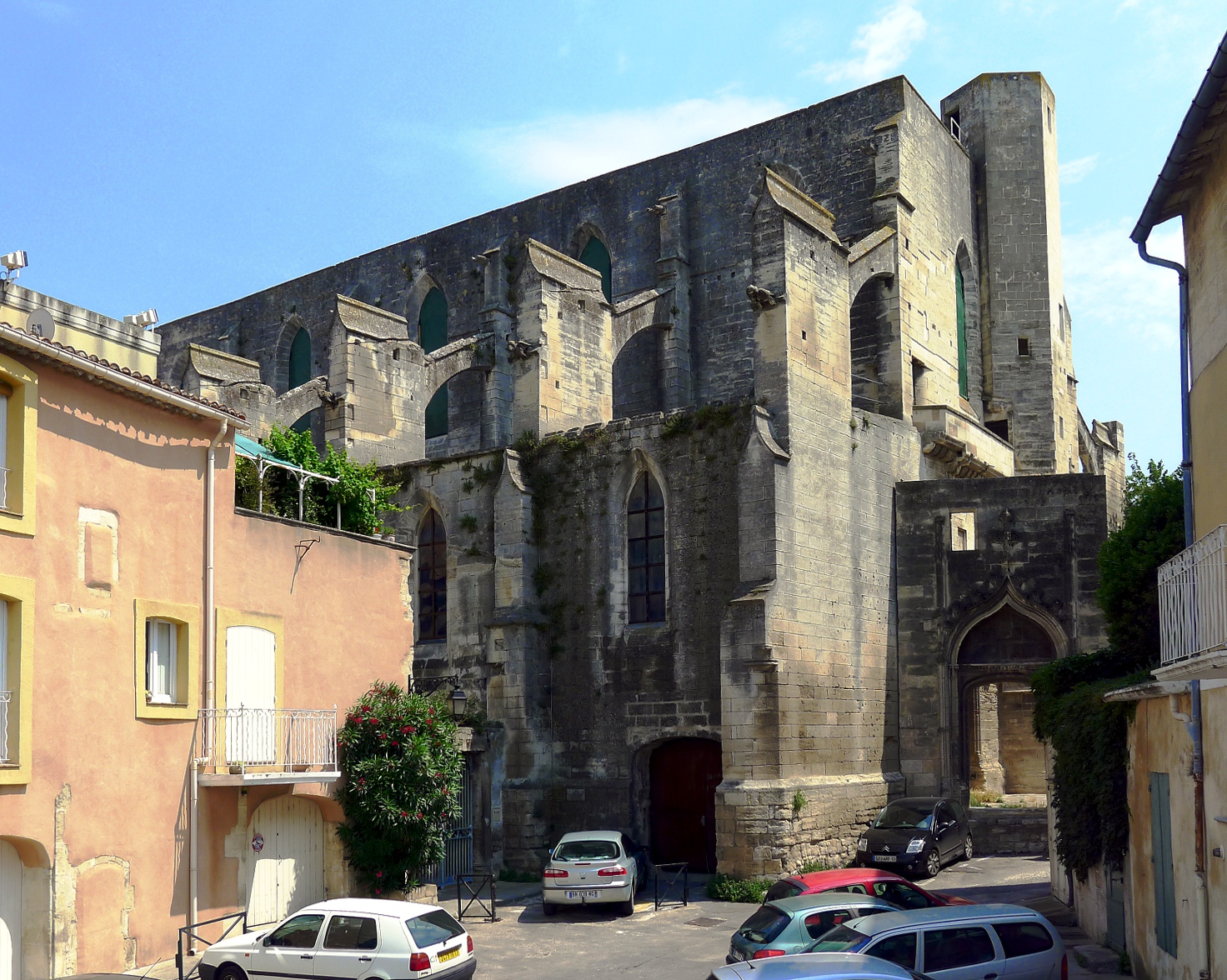
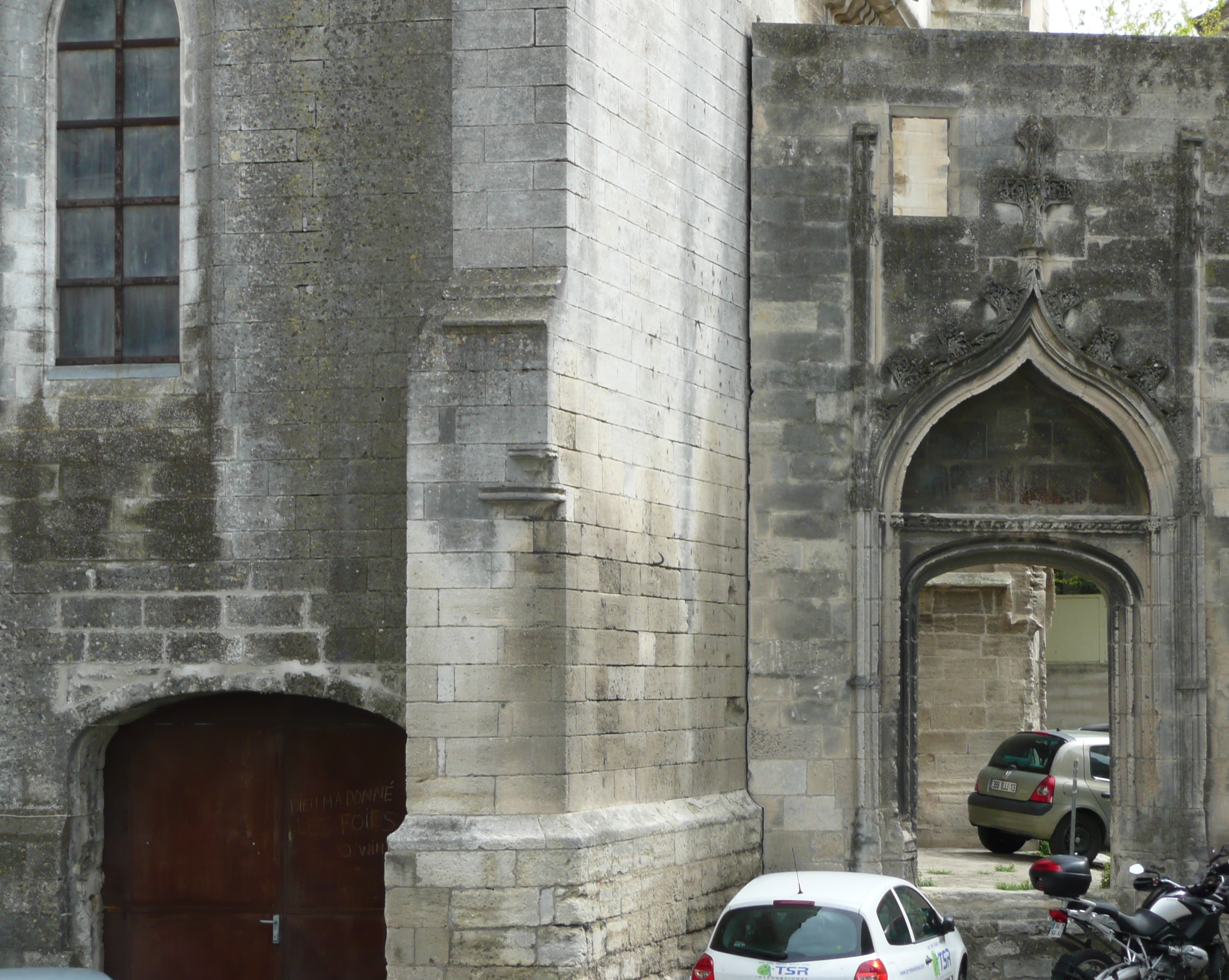
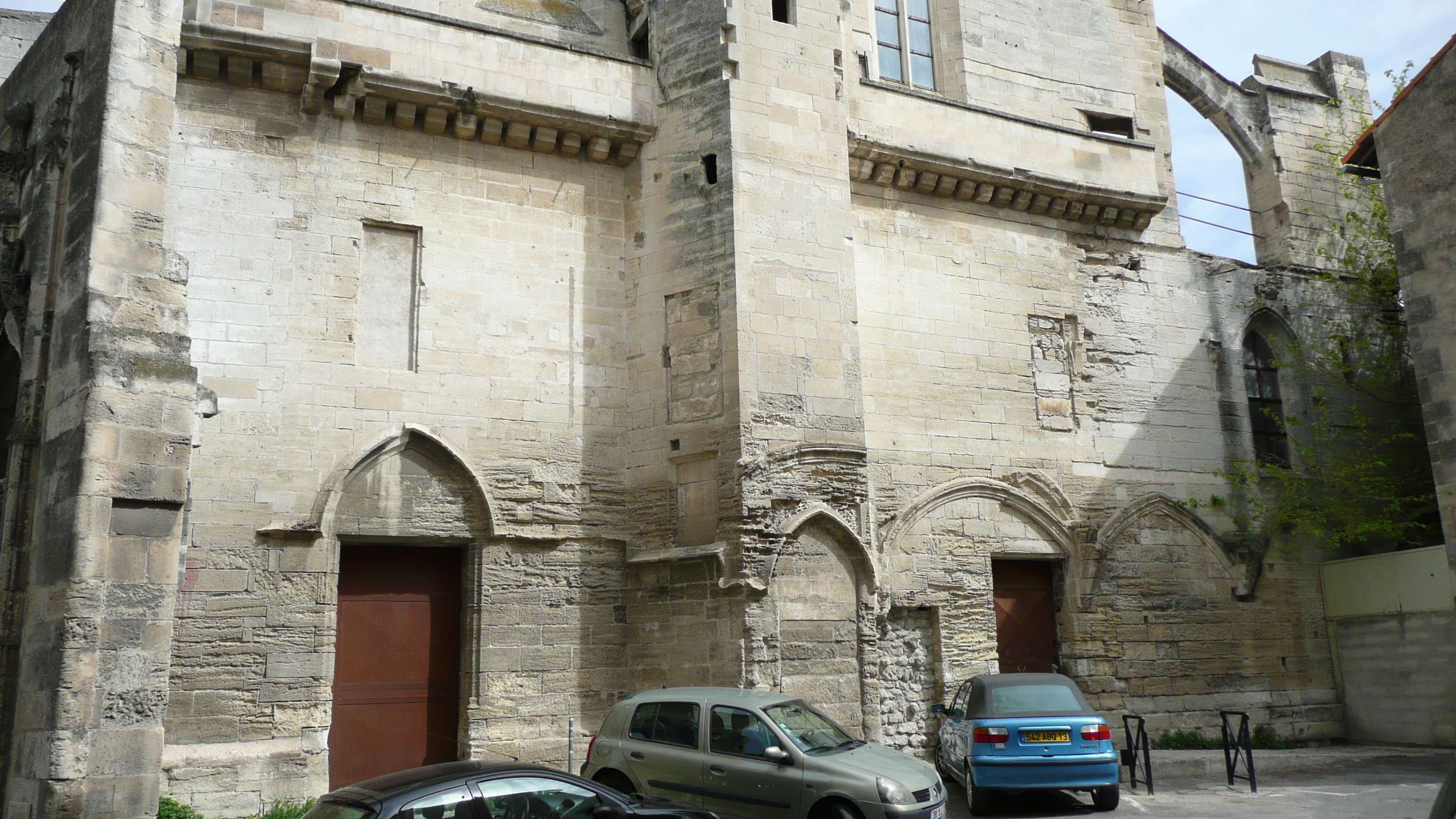
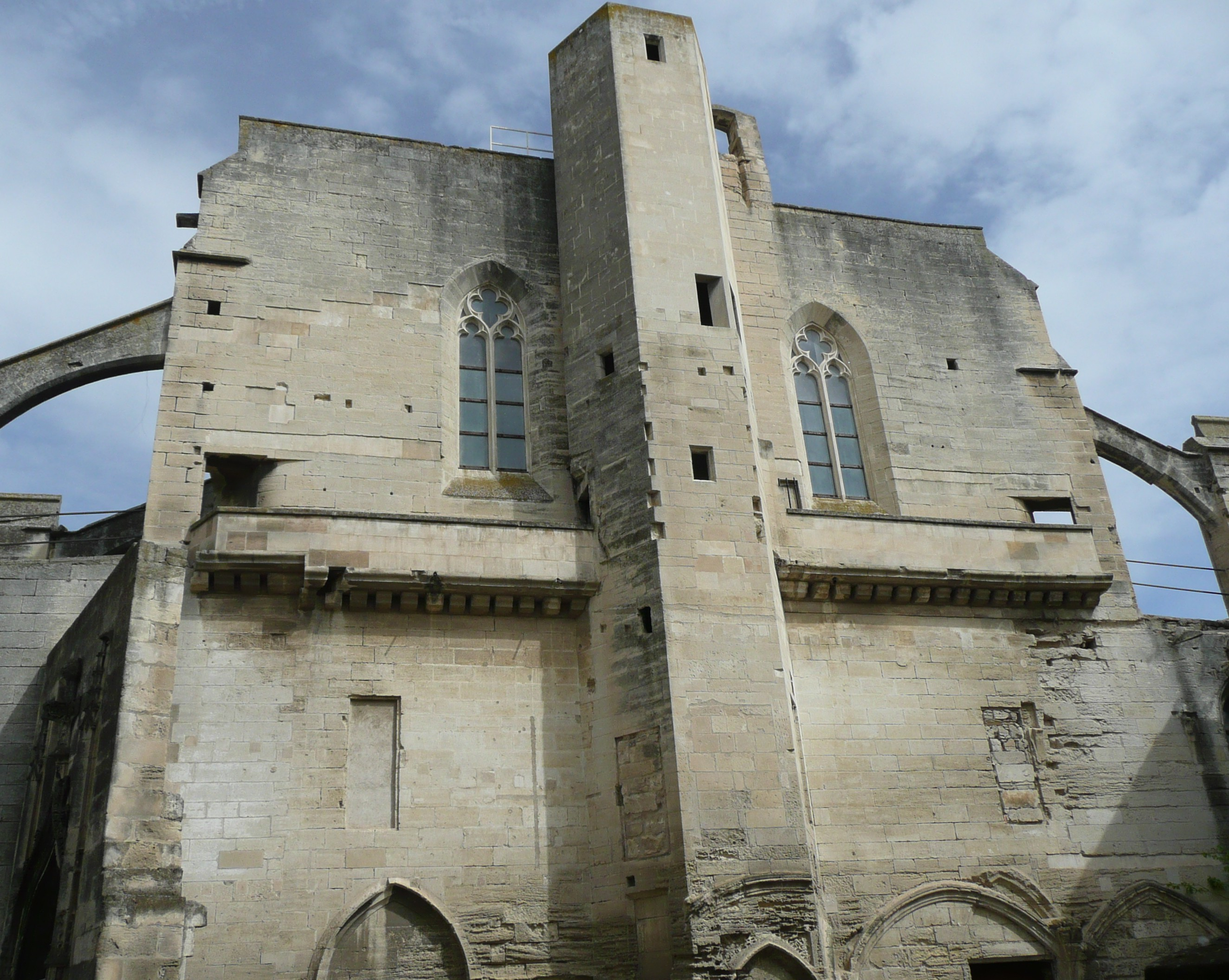
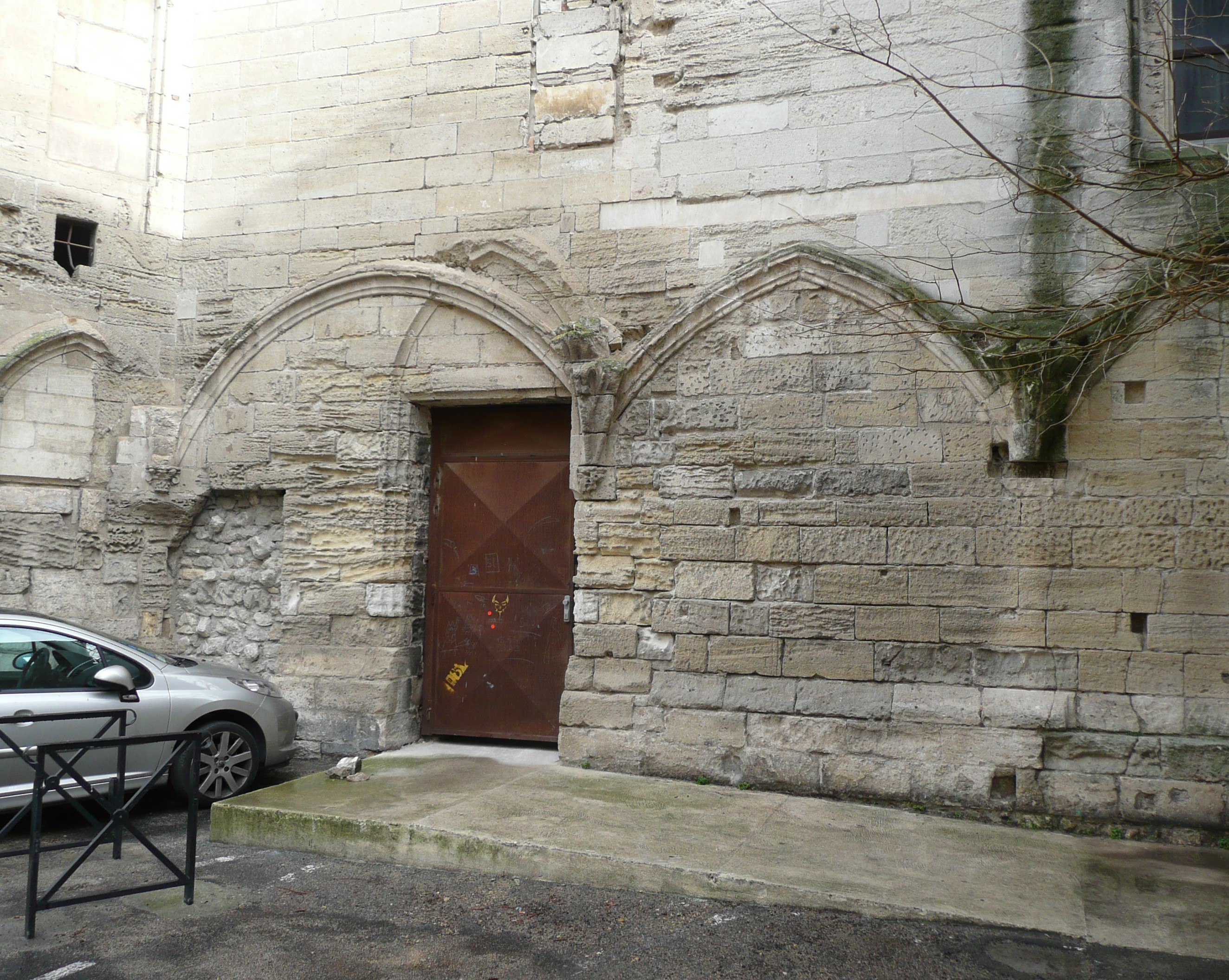
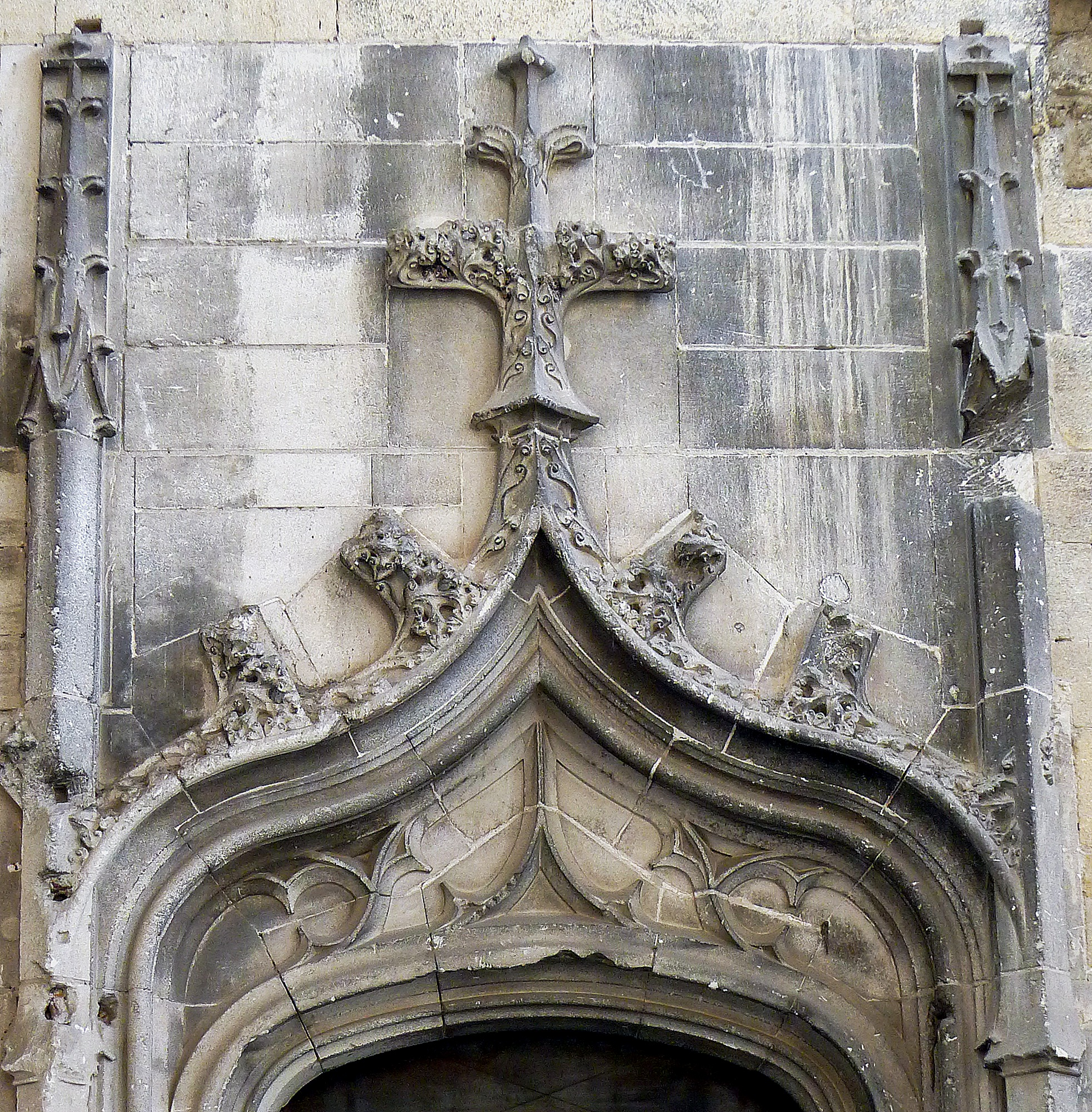
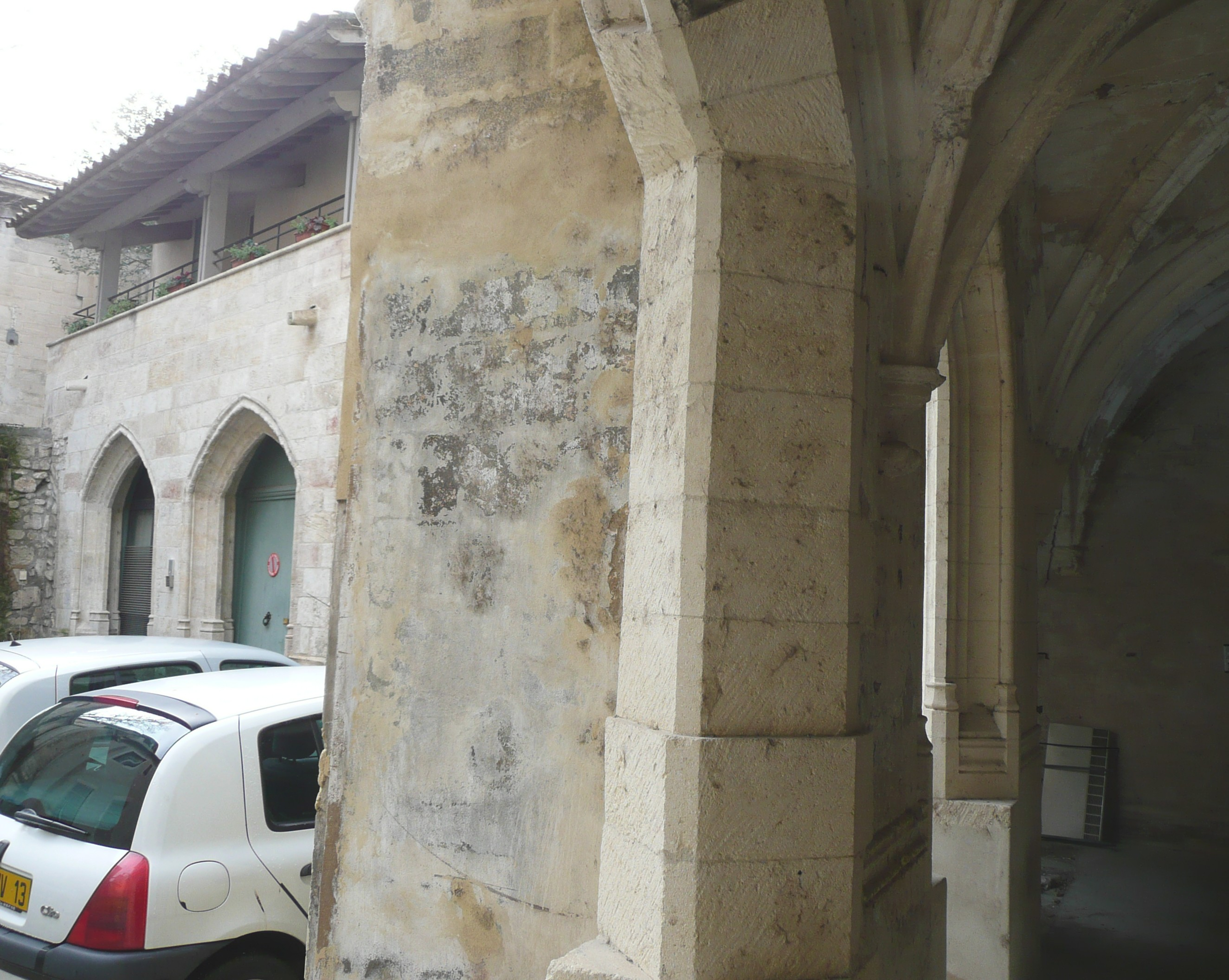
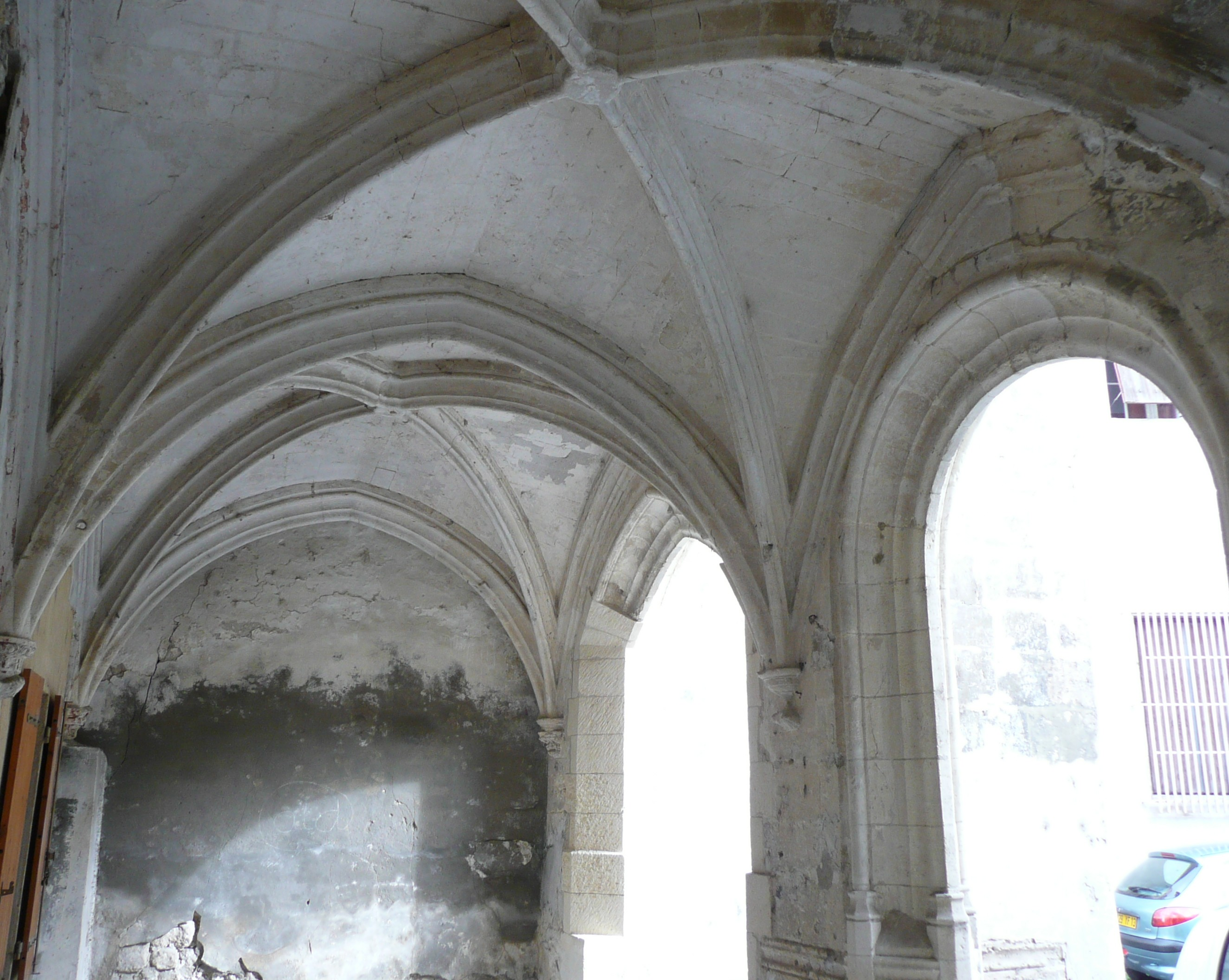
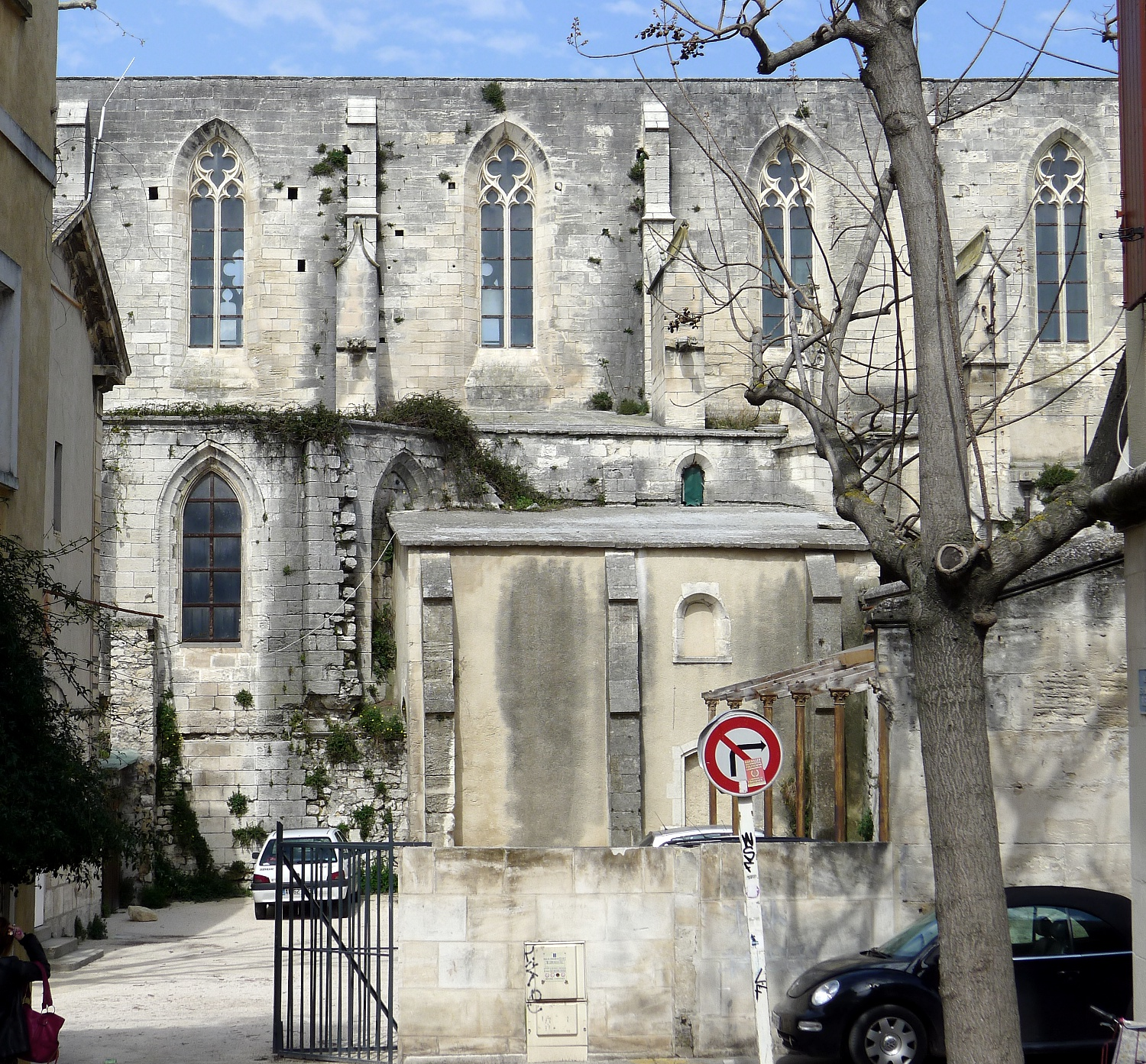
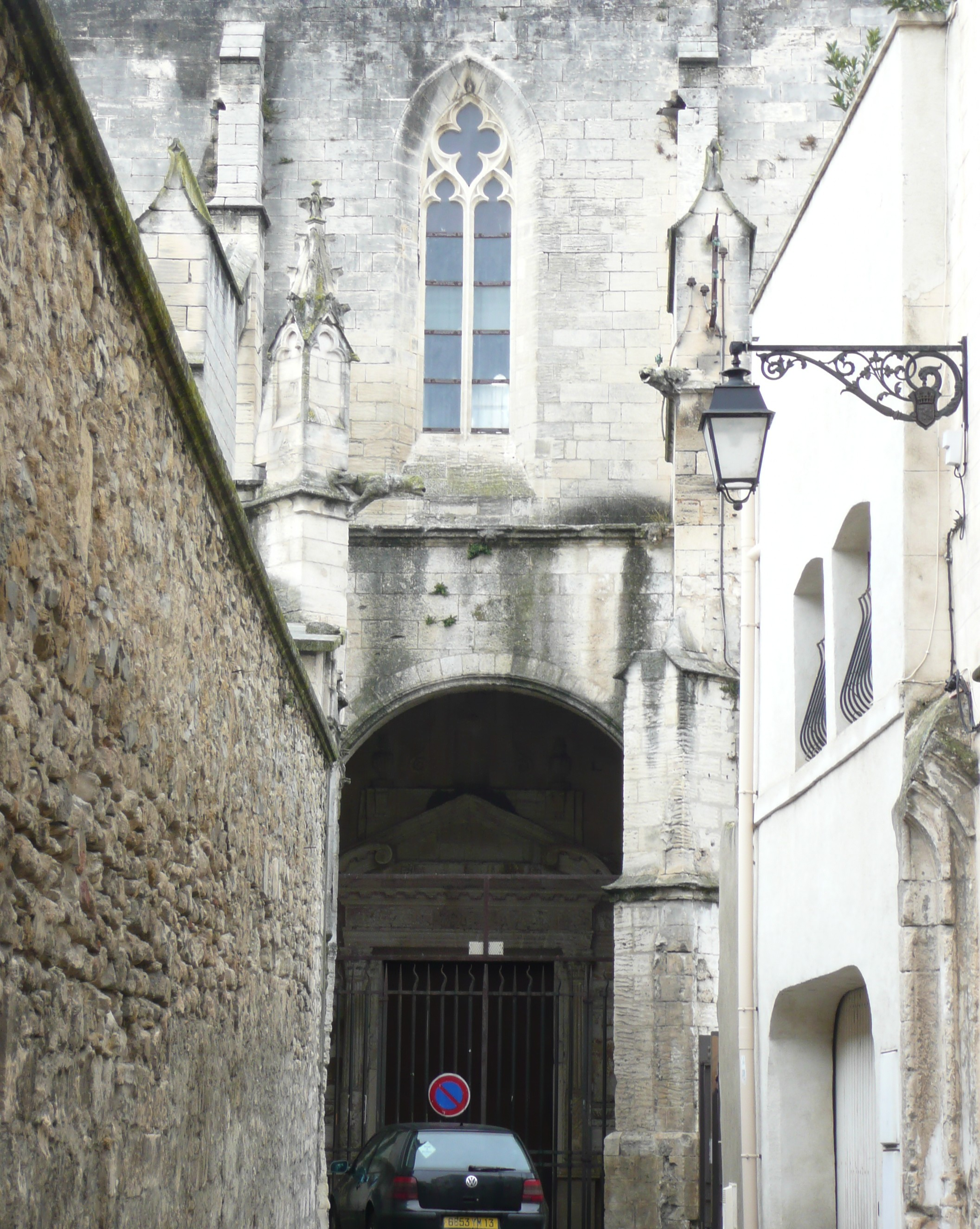
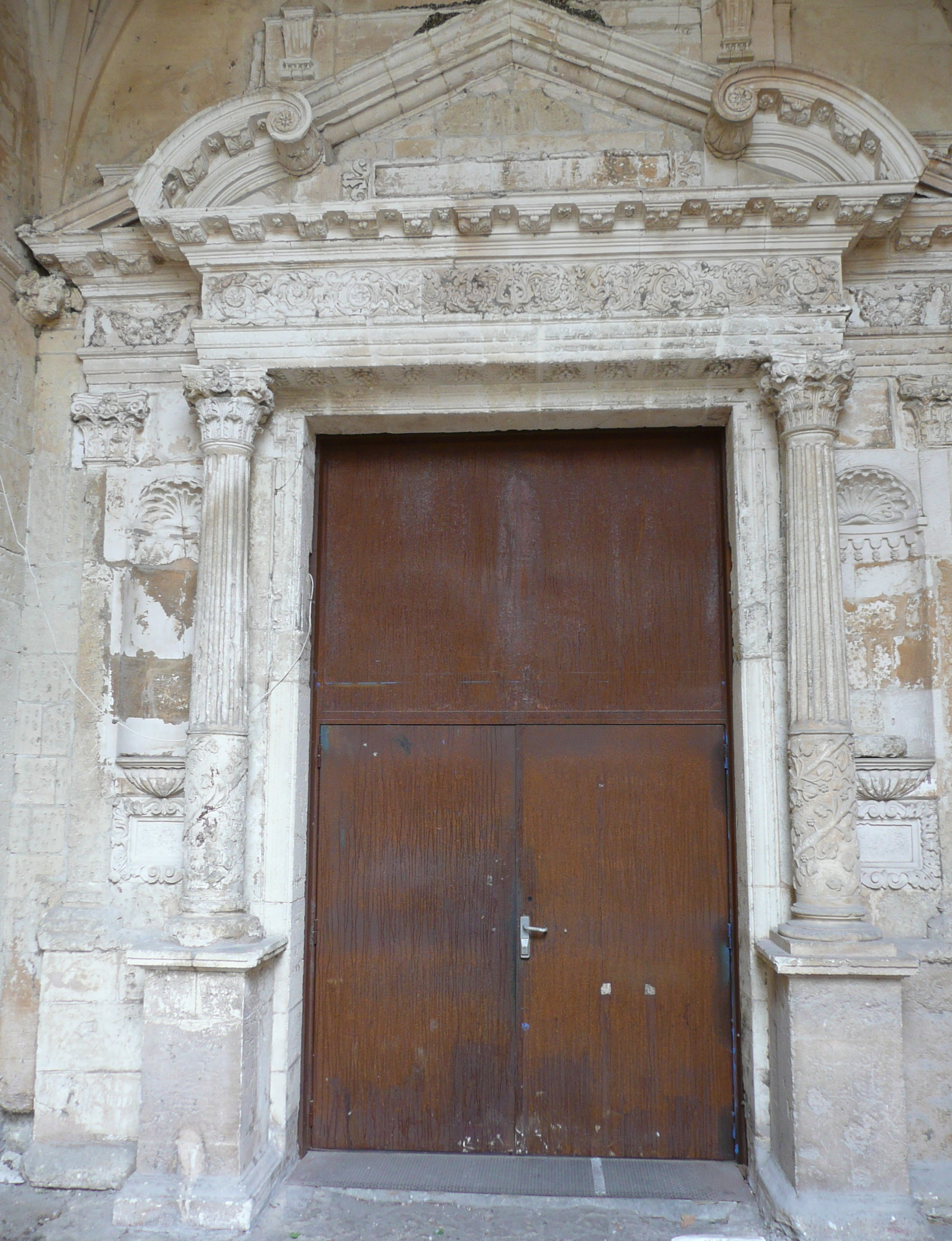
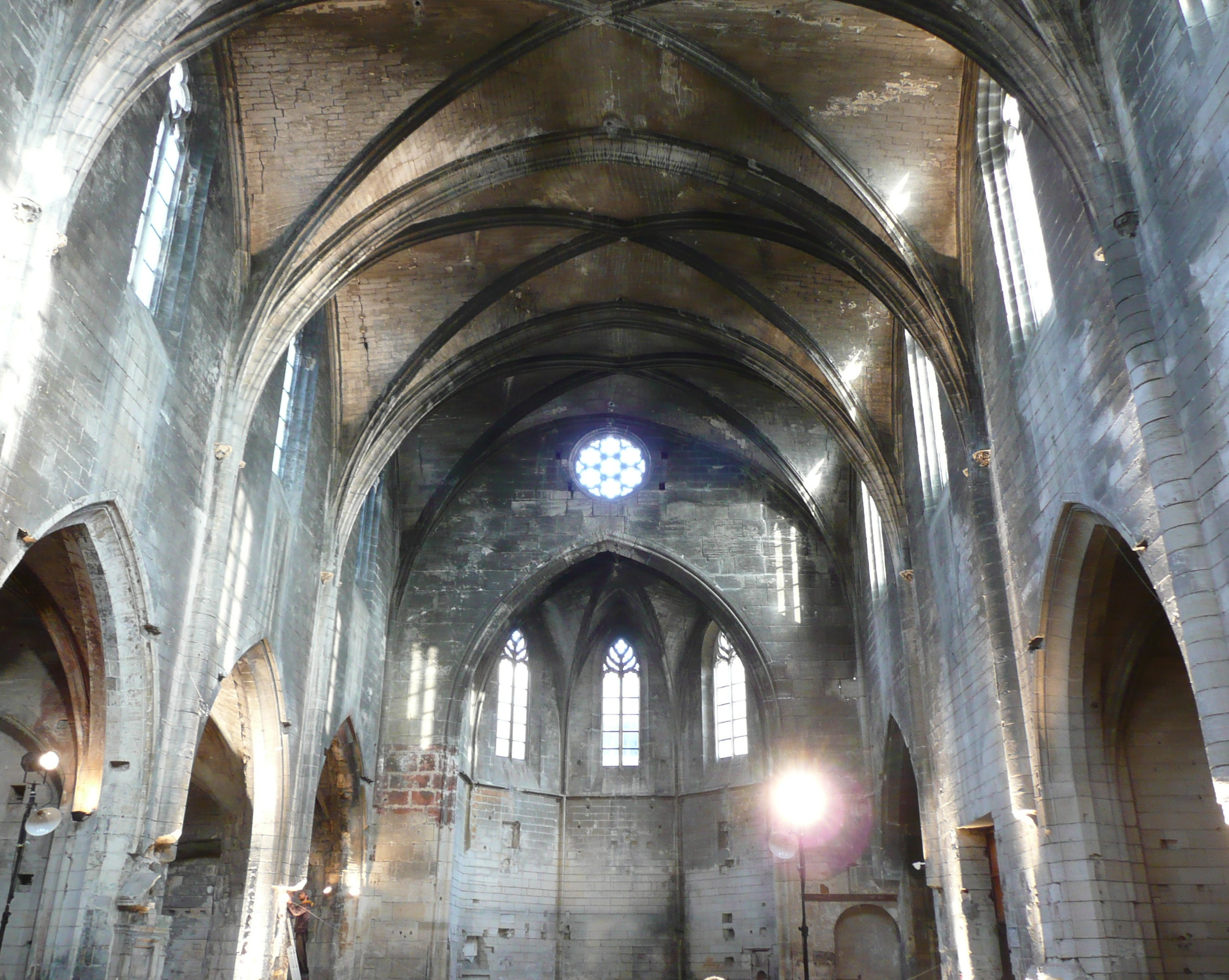
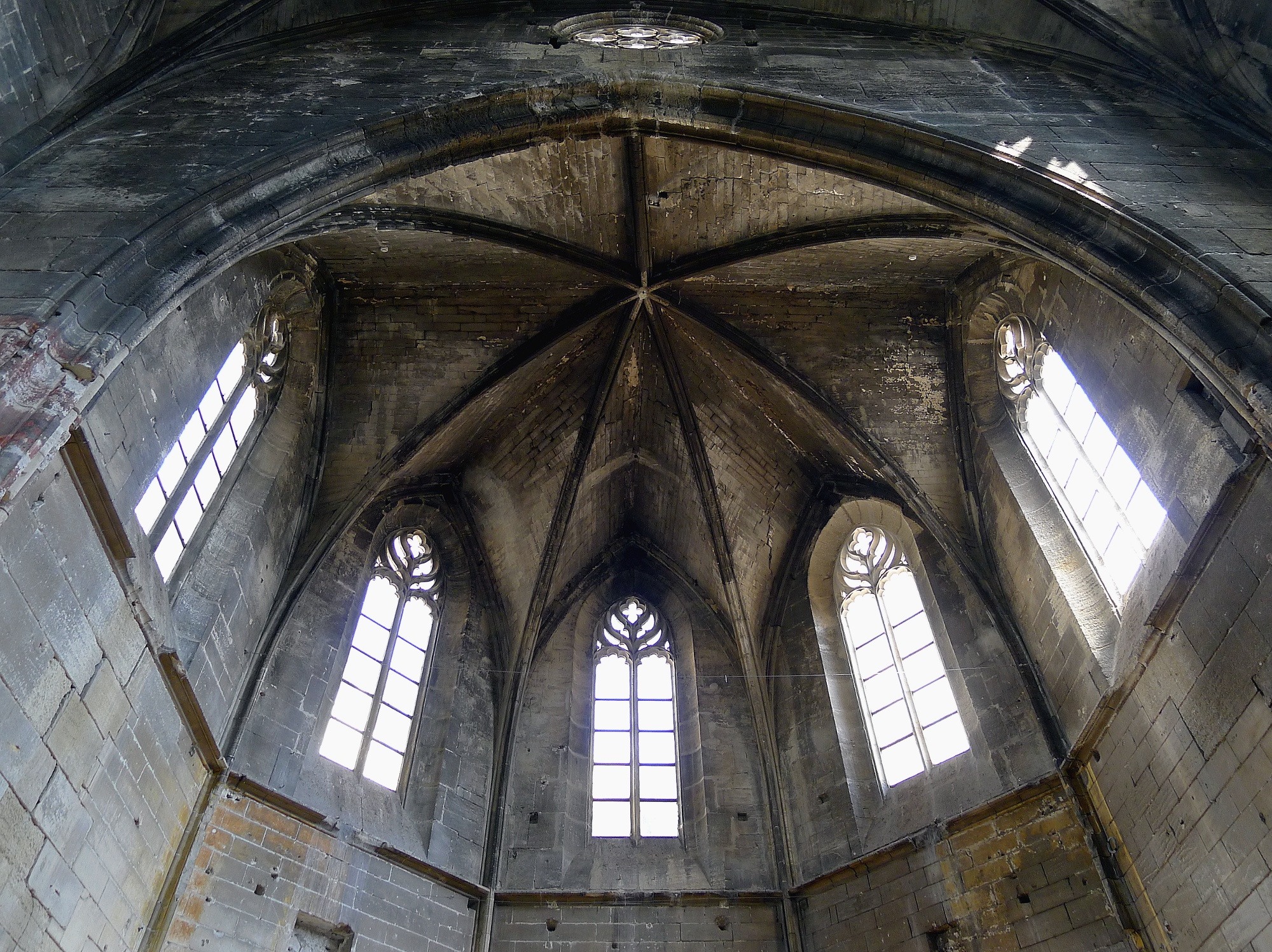
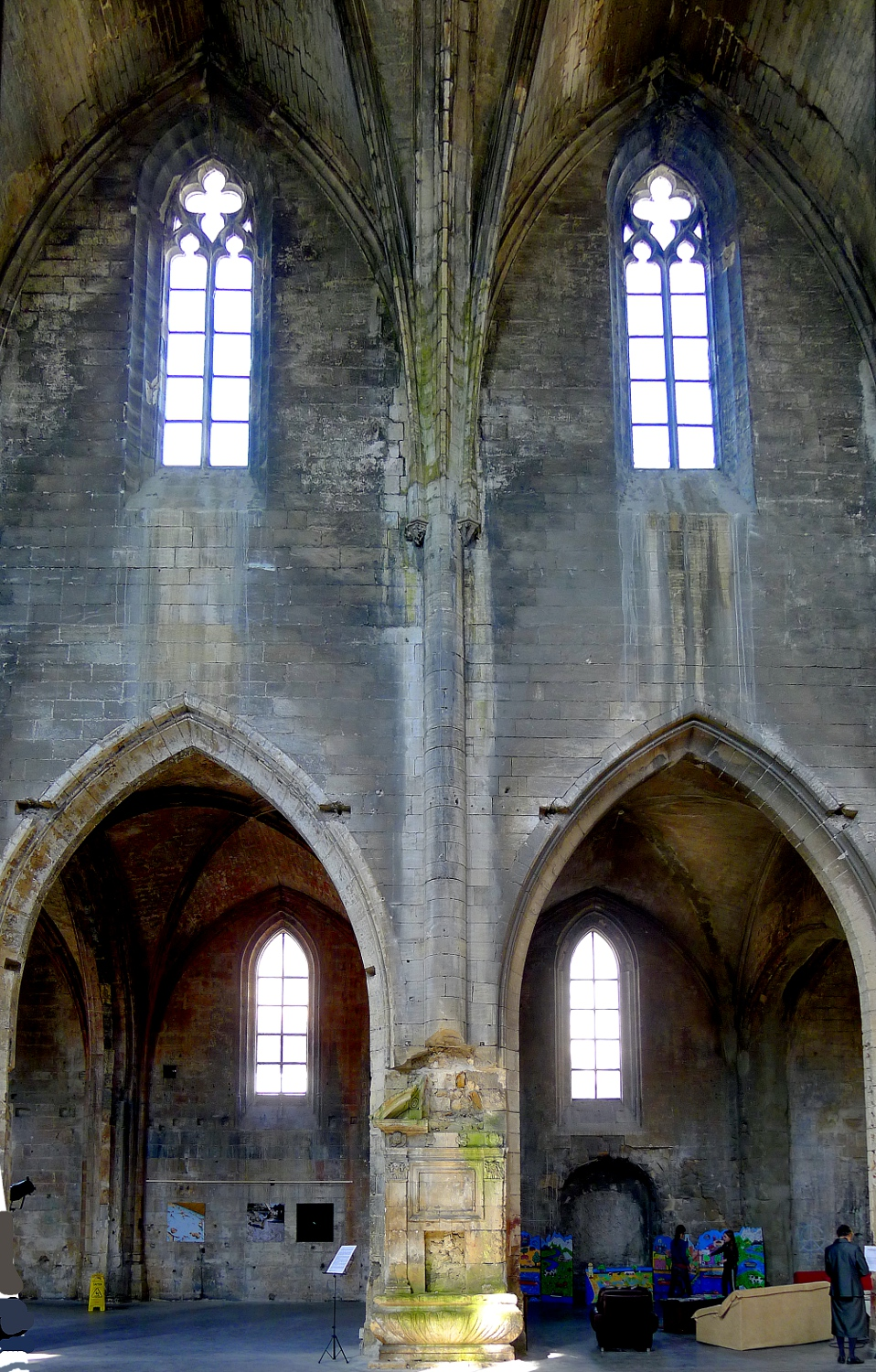
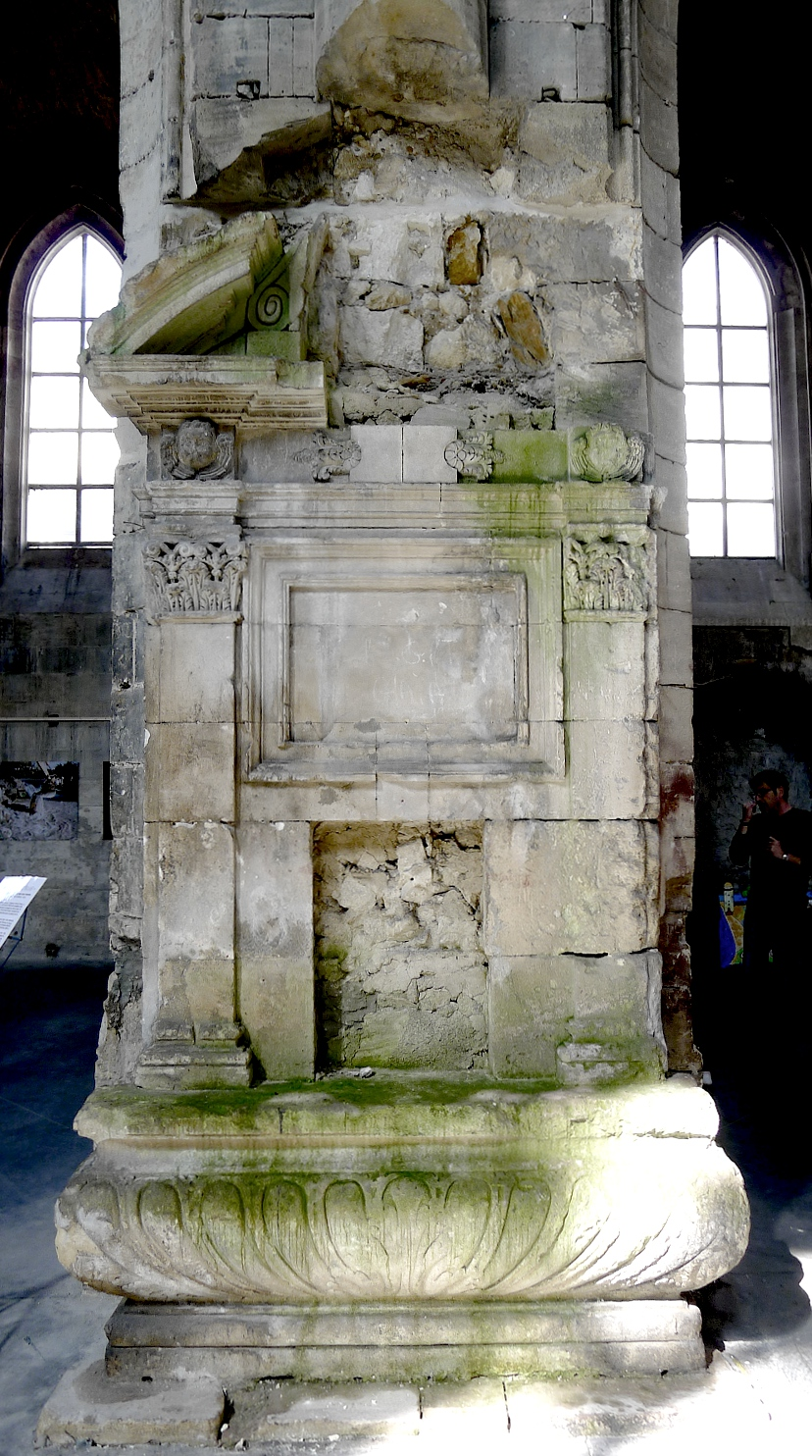
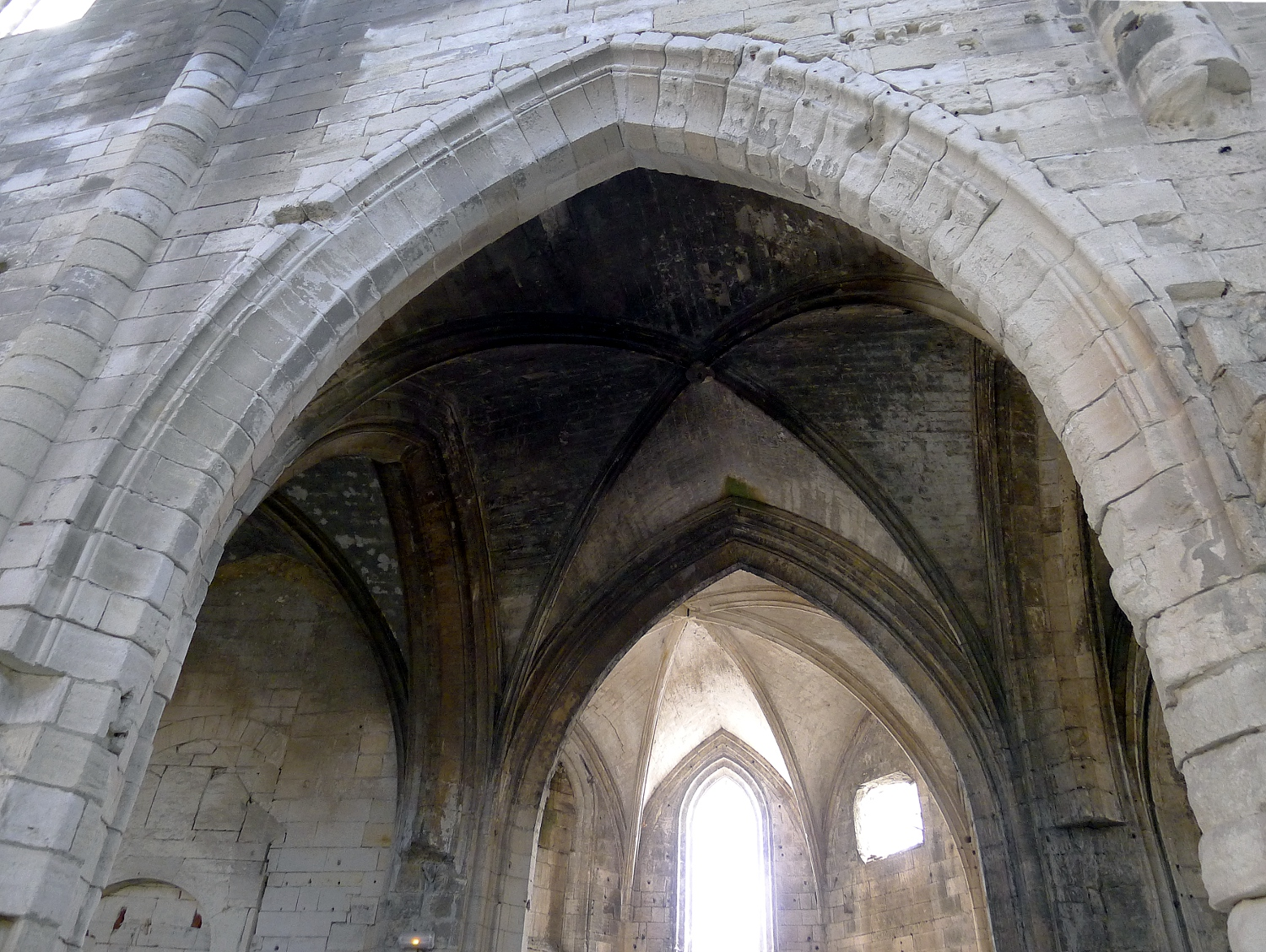
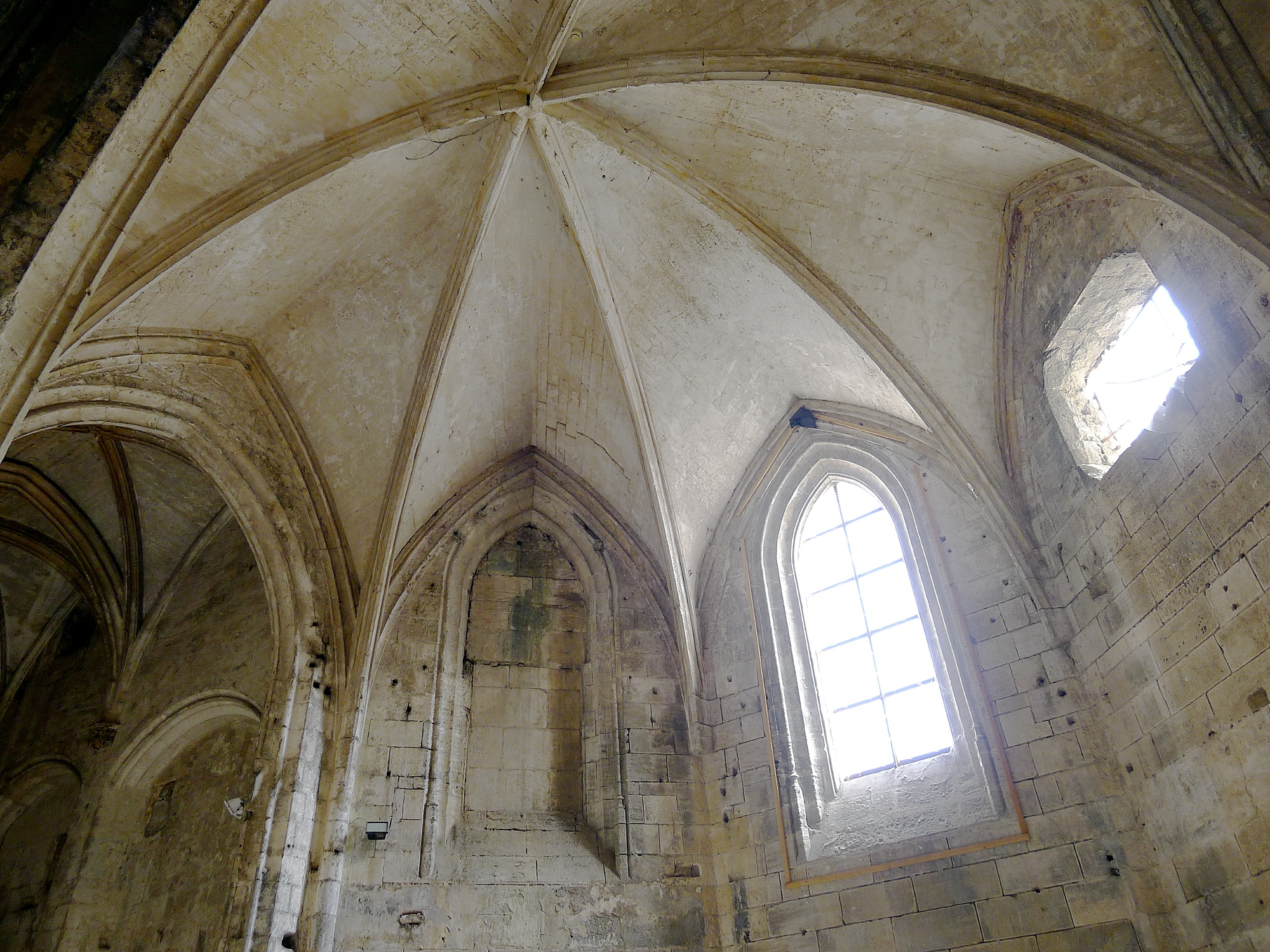

法国大革命期间，该堂曾被没收并出售。